# 阿斯特拉罕
阿斯特拉罕（羅馬化：Astrakhan）位于俄罗斯南部伏尔加河汇入里海处，是阿斯特拉罕州的首府，人口超过50万。這裡曾是可薩汗國的首都，名阿提爾，和金帳汗國首都薩萊很接近。這裡也曾是阿斯特拉罕汗國的首都。許多多來自中亞的商人在此交易，甚至置館居住。阿斯特拉罕州立大学和阿斯特拉罕州立科技大学位于此地。

## 气候
溫帶沙漠氣候，降水稀少，氣溫年較差大。夏季炎熱，可見40°C以上的高温天气；冬季則有低於-15°C的寒冷天气。
2021年1月份平均溫度為-1.1°C，有13日的平均气温低於0°C。
由於氣候比較乾旱，阿斯特拉罕亦受風沙天氣威脅。
 （页面存档备份，存于）

## 交通
该城市有以苏联阿塞拜疆政治家纳里曼纳里马诺夫命名的纳里马诺沃机场，由OAO Aeroport Astrakhan管理。经过重建和国际部门的建设，纳里马诺沃机场于 2011年2月开放，是俄罗斯最现代化的支线机场之一。 阿斯特拉罕和阿克套、伊斯坦布尔、圣彼得堡和莫斯科之间有直飞航班。
阿斯特拉罕通过铁路与北部（伏尔加格勒和莫斯科）、东部（阿特劳和哈萨克斯坦）和南部（马哈奇卡拉和巴库）相连。 有直达莫斯科、伏尔加格勒、圣彼得堡、巴库、基辅等城市的列车。
当地公共交通主要由公共汽车和称为 marshrutkas的小巴提供。直到 2007 年才有电车。直到 2017 年才有无轨电车。

## 友好城市
- 美国彭布羅克派恩斯 1996年
- 美国劳德代尔堡 1996年
- 斯洛維尼亞卢布尔雅那 1997年
- 俄羅斯喀山 1997年
- 保加利亚鲁塞 1998年
- 俄羅斯基斯洛沃茨克 1998年
- 俄羅斯斯塔夫罗波尔 1998年
- 俄羅斯伊万诺沃 1998年
- 白俄羅斯布列斯特 1999年
- 俄羅斯约什卡尔奥拉 2001年
- 大波波 2003年

## 外部連結
- 老照片阿斯特拉罕